# Pawieł Winogradow (historyk)
Pawieł Gawriłowicz Winogradow (ros. Па́вел Гаври́лович Виногра́дов, ang. Paul Vinogradoff, ur. 30 listopada 1854 w Kostromie, zm. 19 października 1925 w Paryżu), – rosyjsko-brytyjski teoretyk i historyk prawa, przedstawiciel jurysprudencji historycznej.

## Życiorys
Uczył się na Uniwersytecie Moskiewskim (dyplom w 1875), a w latach 1875-1876 następnie na Uniwersytecie Humboldtów w Berlinie (m.in. u Thodora Mommsena i Heinricha Brunnera).
Następnie wyjechał do Anglii, gdzie przez 15 miesięcy pracował w różnych placówkach naukowych (Public Record Office Muzeum Brytyjskim, Bibliotece Bodlejańskiej, Bibliotece Uniwersytetu w Cambridge. Spotkał tam również brytyjskich historyków zajmujących się prawem: Henry'ego Sumner Maine'a, Fredericka Pollocka i Frederica Williama Maitlanda. Z tego wyjazdu brało początek zainteresowanie Winogradowa angielskim prawem średniowiecznym, jak i stosowanie metody historyczno-porównawczej.
W 1884 obronił w Moskwie doktorat i rozpoczął pracę na tamtejszym uniwersytecie, jednocześnie działając politycznie. Był rosyjskim liberałem, dążącym do autonomii uniwersytetów i reformy edukacji. W proteście przeciwko ograniczeniom nakładanym na wolności słowa studentów zrezygnował z posady profesorskiej (1902) i wyemigrował do Wielkiej Brytanii. Rozpoczął pracę na Uniwersytecie Oksfordzkim (1903). W 1916 uzyskał obywatelstwo brytyjskie. W 1917 uzyskał Odznakę Rycerza Kawalera.
Winogradow stał się uczonym o międzynarodowej renomie. Wykładał gościnnie na uczelniach w Stanach Zjednoczonych, Francji, Indiach, Belgii, Norwegii i Rosji. W 1915 został członkiem Cesarskiej Akademii Nauk w Petersburgu. Zmarł w Paryżu w 1925 krótko po tym, jak otrzymał doktorat honoris causa Uniwersytetu Paryskiego.

## Teoria i historia prawa
Winogradow pozostawił po sobie wiele historycznych analiz prawa angielskiego (szczególnie średniowiecznego). M.in. w 1884 odkrył zbiór notatek i kazusów sądowych średniowiecznego prawnika angielskiego Henry'ego Bractona, opublikowany później przez F.W. Maitlanda jako Bracton's Note book (1887).
Był  przedstawicielem jurysprudencji historycznej, badającej prawo w jego historycznym rozwoju i krytycznej wobec abstrakcyjnego podejścia analitycznego. Zdaniem jej przedstawicieli, takich jak Frederic William Maitland czy Henry Sumner Maine, historia stanowi ważny kontekst analiz prawnych i warunek zrozumienia poszczególnych instytucji. Obok swoich brytyjskich poprzedników (Maitland i Maine), na koncepcje Winogradowa wpłynęła także niemiecka Historyczna szkoła prawa i rosyjska nauka prawa.
W swoich pracach Winogradow ujmował prawo komparatystycznie i historycznie. Porównywał on historyczne instytucje różnych krajów, a także badał ich ewolucję w ramach jednego społeczeństwa. Winogradow do swoich prac problem zapożyczania pojęć prawnych z innych tradycji, lecz wskazywał, że w nowym środowisku mogą one funkcjonować zupełnie inaczej.
Po śmierci Wingoradowa, angielska historyczna jurysprudencja straciła na popularności na rzecz ujęć analitycznych w prawie, które miały większe znaczenie dla praktyki prawniczej. W konsekwencji, jego nazwisko jest dziś rzadko wspominane .